# Jacopo Contarini
Jacopo Contarini (Venezia, 1193 circa – Venezia, 6 aprile 1280) è stato un politico e diplomatico italiano, 47º doge della Repubblica di Venezia dal 1275 al 1280.

## Origini e famiglia
Figlio di Domenico, da identificare forse con un omonimo consigliere ducale documentato nel 1198, apparteneva a una delle più illustri casate veneziane, i Contarini "di Santa Maria Mater Domini" (più tardi detti "di San Silvestro"). Secondo il cronista Martino Canal discendeva in linea diretta da Domenico Contarini che era stato doge due secoli prima.
Di lui non si sa molto altro e le poche notizie sul suo conto potrebbero riguardare in realtà degli omonimi.
Circa i familiari, sposò una certa Jacobina di cui non si conosce il cognome ed ebbe almeno tre figli, Giovanni, Pietro e Marino; ebbe inoltre un fratello, anch'egli di nome Marino. La tradizione lo vorrebbe, inoltre, padre di un Enrico Contarini divenuto poi vescovo di Treviso; ma la notizia non sarebbe veritiera, in quanto deriva dalla confusione con un vescovo omonimo, figlio del doge Domenico e titolare della diocesi di Castello; inoltre, nelle cronotassi più recenti dei vescovi di Treviso non compare alcun Enrico Contarini (pur esistendo una lacuna nel periodo 1273-1279).
Del suo patrimonio non si conosce nulla, in quanto non viene citato in alcun documento mercantile o agrario, e nemmeno nei testamenti.

## Carriera politica
Più consistenti le informazioni sulla sua attività politica. Nel 1247 avrebbe sottoscritto un atto con Jacopo Ziani in qualità di iudex et consiliator; nel 1252, probabilmente in veste di consigliere ducale, era testimone all'ingiunzione fatta dal doge Marino Morosini ad Andrea Ghisi perché cedesse alla Repubblica l'isola e il castello di Andros; nel 1260 era advocator comunis, mentre nel 1261 fu uno dei quattro legati inviati presso il neoeletto papa Urbano IV.
Già da questo elenco, si può capire come il Contarini fosse un personaggio politico di rilievo. Non è dunque un caso se nel 1265, assieme a Jacopo Dolfin, fosse stato inviato a Costantinopoli presso l'imperatore Michele VIII Paleologo per concludere una tregua (erano gli anni del trattato di Ninfeo che aveva dato ai Genovesi il monopolio commerciale sui traffici bizantini). La missione diede risultati scarsi e solo tre anni dopo, grazie alla mediazione di altri ambasciatori, venne concluso un armistizio.
In ogni caso, l'evento non compromise la sua carriera politica, visto che nel 1267 venne eletto procuratore sopra le Commissarie, carica che ricopriva ancora nell'agosto 1275, quando morì il doge Lorenzo Tiepolo.

## Dogado
Il Tiepolo non era piaciuto ai politici veneziani, in quanto aveva avuto un atteggiamento da signore, poco incline a rispettare i limiti rappresentati dal Maggior e dal Minor Consiglio e fortemente nepotistico. Dopo la sua morte, vennero subito stabilite delle nuove restrizioni al potere del doge, come la rinuncia di feudi per sé e per i suoi figli, l'obbligo di prendere in moglie una veneziana e l'impegno all'imparzialità nelle liti politiche. Fu rivista anche la formula della promissione rimuovendo il prologo con il quale il neoeletto si presentava al popolo in atteggiamento quasi regale, vantando una sorta di investitura divina. In sostanza, le varie correnti politiche erano unanimi nel nominare una figura più rappresentativa, con poteri limitati e facilmente controllabile.
La scelta cadde quindi, il 6 settembre 1275, sul Contarini, un uomo politico importante ma dalla personalità debole, scolorita anche dall'età avanzata. È esemplare il silenzio del cronista Martino Canal, suo contemporaneo, che dedica al nuovo doge sol un rapido accenno.
Trascorse i suoi quattro anni di governo assistendo inerte alle decisioni dei Consilia. Fu uno dei periodi più difficoltosi per la Serenissima, che dovette sopportare una carestia, una pestilenza e, infine, un disastroso terremoto. Alle calamità naturali si aggiungevano le guerre con Ancona e Capodistria (che vennero completamente gestiti da una giunta di savi con pieni poteri), mentre Genova continuava di attaccare le navi mercantili veneziane. Sul fronte bizantino la situazione non era migliore tanto che nel 1278 venne conclusa, a fatica, un'ulteriore tregua di due anni.
Questa situazione scaricava i propri effetti soprattutto sulle classi più deboli e il malcontento generale spesso sfociava in violenza. In risposta, venne potenziata l'attività dei signori di Notte e dei Cinque alla Pace; fu addirittura sventata una congiura ordita da Giovanni Saraceno.
Negli ultimi anni la figura del Contarini, già abbastanza "trasparente", fu sempre meno presente per le infermità della vecchiaia. Costretto a letto, spesso sostituito dal consigliere Niccolò Navaglioso, tra la fine di febbraio e i primi di marzo del 1280 rassegnò le dimissioni. Secondo Andrea Da Mosto, trascorse l'ultimo mese di vita nel palazzo Bocassi, a San Luca, dove morì il 6 aprile.
Fu sepolto, secondo le sue disposizioni, nel chiostro dei Frari, in un'arca marmorea affiancata da un mosaico raffigurante il doge e la dogaressa genuflessi.